# Лекарроу
Лекарроу (англ. Lecarrow; ирл. An Leithcheathr) — деревня в Ирландии, находится в графстве Роскоммон (провинция Коннахт) у трассы N61; связана каналами с озером Лох-Ри.
Население — 266 человек (по переписи 2002 года).